# Ordre de la Maison ernestine de Saxe
L'ordre de la Maison ernestine de Saxe (en allemand : Sachsen-Ernestinischer Hausorden) est un ordre honorifique créé le 25 décembre 1833 par le duc Frédéric de Saxe-Altenbourg, le duc Ernest Ier de Saxe-Cobourg et Gotha et le duc Bernard II de Saxe-Meiningen, comme attribution conjointe des trois duchés saxons. Léopold de Saxe-Cobourg-Gotha, premier roi des Belges, et son fils Léopold II accordèrent ensemble trente grand-croix aux personnes ayant exercé une fonction en rapport avec les duchés, militaires, personnel de la Cour, artistes, diplomates, politiciens, fonctionnaires, consuls.

## Classes
L'Ordre a d'abord été composé de cinq classes : grand-croix ; croix de commandeur avec étoile de première et deuxième classes ; croix de chevalier de première et deuxième classes. L'ordre est réservé au corps des officiers.
En 1864, une médaille de vermeil a été ajoutée, mais elle est supprimée en 1918, à la fin de la Première Guerre mondiale. 

## Après 1918
L'ordre de la Maison ernestine de Saxe ne s'éteint pas officiellement après la chute des monarchies allemandes en 1918, mais est attribué comme ordre dynastique, en particulier par le duc Charles-Édouard de Saxe-Cobourg et Gotha ; cette pratique est interdite vers 1936 par Hitler.
Ce type de récompense reprend après 1955, décerné par la duchesse douairière Clara Maria de Saxe-Meiningen et Hildburghausen (1895-1992), qui décerne des grands-croix au nom de son fils Friedrich Alfred, mort en 1997, qui vivait comme un moine capucin.
En 2006, le chef de la famille ducale de Saxe-Cobourg et Gotha, Andreas, crée l'ordre de la maison ducale de Saxe-Cobourg et Gotha (en allemand : Herzoglich Sachsen-Coburg und Gotha'sche Hausorden). Il se fonde sur l'ancien ordre de la Maison ernestine.

## Récipiendaires de la grand-croix
- Léopold Ier (roi des Belges)
- Eugène, 8e prince de Ligne
- Léopold II (roi des Belges)
- Baudouin de Belgique (1869-1891) (1885).
- Olav V de Norvège
- Louis-Philippe Ier
- Henri d'Orléans, duc d'Aumale
- Henri de Brouckère
- Le baron Auguste Goffinet
- Sylvain Van de Weyer[5]
- Curt von Morgen
- Le comte Philippe d'Arschot Schoonhoven, grand maréchal de la cour[6]
- Le comte Goblet d'Alviela[6].
- Le comte Félix de Muelenaere[6].
- Le baron Jean-Baptiste Nothomb[7].
- Le baron Édouard d'Huart, ministre des Finances[8].
- Charles Liedts[7].
- Charles Rogier, 8e Premier ministre de la Belgique[7].
- Le comte Ferdinand de Meeûs[9]
- Le baron Adolphe de Vrière[10]
- Le baron Gustaf Wappers